# 瑟夫城 (新澤西州)
瑟夫城（英語：Surf City）是位於美國新澤西州海洋縣的自治市鎮。

## 人口
根據2020年美國人口普查的數據，瑟夫城的面積為3.43平方千米，當中陸地面積為1.93平方千米，而水域面積為1.50平方千米。當地共有人口3243人，而人口密度為每平方千米945人。